# Yauli (Huancavelica)
Yauli ist eine Stadt im Osten der Provinz Huancavelica in der Region Huancavelica in Peru. Sie ist Verwaltungssitz des gleichnamigen Distrikts. Beim Zensus 2017 wurden 3076 Einwohner gezählt. 10 Jahre zuvor lag die Einwohnerzahl bei 4186. Die Bevölkerung besteht überwiegend aus Angehörigen indigener Völker.

## Geografische Lage
Die Stadt liegt im zentralen Süden von Peru, 14 km östlich der Regionshauptstadt Huancavelica auf einer Höhe von 3391 m im ariden Andenhochland von Zentral-Peru, am rechten Ufer des Río Ichu, einem Zufluss des Río Mantaro.
Knapp 4 km nördlich der Stadt Yauli befindet sich der archäologische Fundplatz Uchkus Inkañan.

## Verkehr
Durch die Stadt führt die Bahnstrecke La Oroya–Huancavelica. Yauli hat seit 1933 Anschluss an die Bahn, als die schmalspurige Strecke zwischen Huancayo und Huancavelica hier ihren Betrieb aufnahm. Bis 2011 wurde die Strecke auf Normalspur umgespurt und Züge können seitdem bis Lima und zum Hafen Callao durchfahren.